# 황순원문학상
황순원문학상(黃順元文學賞)은 소설가 황순원(黃順元, 1915~2000)의 문학적 업적을 기리기 위해 제정된 대한민국의 문학상이다. 2001년 《중앙일보》가 시부문의 미당문학상과 함께 제정했다.
대상은 중편, 단편소설이며 수상년도 전년도 7월~수상년도 6월까지 발표된 모든 중편, 단편 중에서 문학평론가, 소설가들이 10편씩 추천한 작품을 대상으로 1차 예심을 거친다. 1차에서 많은 표를 받은 30편이 2차 예심 대상이 되고 여기서 10편을 골라 3차 본심을 거쳐 수상작이 확정된다.
상금은 5,000만 원이다.

## 역대 수상 작품
| 회     | 수상년도 | 작가   | 작품                                        |
| ------ | -------- | ------ | ------------------------------------------- |
| 제1회  | 2001년   | 박완서 | 그리움을 위하여 (ISBN 8983756772)           |
| 제2회  | 2002년   | 김원일 | 손풍금 (ISBN 8983758163)                    |
| 제3회  | 2003년   | 방현석 | 존재의 형식 (ISBN 8957571329)               |
| 제4회  | 2004년   | 김영하 | 오빠가 돌아왔다-보물선 (ISBN 9788954610148) |
| 제5회  | 2005년   | 김훈   | 언니의 폐경 (ISBN 895924919X)               |
| 제6회  | 2006년   | 구효서 | 명두 (ISBN 8925501570)                      |
| 제7회  | 2007년   | 김연수 | 달로 간 코미디언 (ISBN 9788992731669)       |
| 제8회  | 2008년   | 없음   |                                             |
| 제9회  | 2009년   | 박민규 | 근처 (ISBN 9788961889476)                   |
| 제10회 | 2010년   | 이승우 | 칼 (ISBN 9788927801597)                     |
| 제11회 | 2011년   | 윤성희 | 부메랑 (ISBN 9788927802648)                 |
| 제12회 | 2012년   | 김인숙 | 빈집 (ISBN 9788927803829)                   |
| 제13회 | 2013년   | 하성란 | 카레 온 더 보더 (ISBN 9788927804864)        |
| 제14회 | 2014년   | 은희경 | 금성녀 (ISBN 9788954624053)                 |
| 제15회 | 2015년   | 한강   | 눈 한송이가 녹는 동안 (ISBN 9788927806936)  |
| 제16회 | 2016년   | 정용준 | 선릉 산책                                   |
| 제17회 | 2017년   | 이기호 | 한정희와 나                                 |

## 참고
1. ↑  제8회에서는 편향적인 작품들 속에서 현대문학의 다양한 경향을 발견하지 못했다는 이유로 수상작을 선정하지 않기로 결정했다.